# 794 Irenaea
794 Irenaea è un asteroide della fascia principale del diametro medio di circa 35,8 km. Scoperto nel 1914, presenta un'orbita caratterizzata da un semiasse maggiore pari a 3,1272181 UA e da un'eccentricità di 0,2966770, inclinata di 5,41684° rispetto all'eclittica.
Il suo nome è in onore di Irene, la figlia dell'astronomo austriaco Edmund Weiss.